# Eskimowulp
De eskimowulp (Numenius borealis) is een vogelsoort die kritiek bedreigd wordt en waarschijnlijk is uitgestorven. Vroeger trok hij van zijn broedgebied in Noord-Amerika naar de pampa in Zuid-Amerika. Door jacht en door habitatverlies is deze soort verdwenen.

## Kenmerken
De vogel was iets kleiner dan een regenwulp met iets kortere en dunnere snavel. Onderscheidend kenmerk waren de zwarte slagpennen, de iets geelbruine onderzijde en het ontbreken van een kruinstreep.

## Verspreiding en leefgebied
Deze soort is (was) broedvogel in noordwestelijk Canada en mogelijk in Noord-Alaska

Broedgebied van de eskimowulp (lichtblauw: waarschijnlijk broedgebied)
Overwinteringsgebied eskimowulp

## Status
De laatste betrouwbare waarnemingen van de eskimowulp dateren van 1966. In de 19de eeuw was de soort vrij talrijk in het uiterste noorden van Alaska en Noordwest-Canada. Vanaf 1890 is de soort vrij plotseling verdwenen in streken waar hij talrijk was. Hij at graag bessen van de kraaihei in het najaar, werd dan vet, en dus een mooie prooi voor jagers. Hij gedroeg zich nooit als watervogel maar kwam vooral op grastroendra en andere natuurlijke graslanden voor, wat hem nog kwetsbaarder maakte. Deze graslanden, zoals prairies en pampa's verdwenen door agrarische ontwikkelingen. De verzamelwoede van eieren van deze vogel toen hij eenmaal aan het uitsterven was deed hem definitief de das om. Omdat de vogel lastig van andere soorten wulpen is te onderscheiden, bestaat theoretisch de kans op een kleine populatie in moeilijk toegankelijk gebied. Daarom staat deze soort wulp (nog) als ernstig bedreigd (kritiek) op de Rode Lijst van de IUCN.